# Christoph Tetzner
Christoph Tetzner (* 26. April 1981 in Greifswald) ist ein ehemaliger deutscher Basketballspieler, der für den Mitteldeutschen BC und die BG Göttingen in der Basketball-Bundesliga spielte.

## Karriere
Tetzner lebte ab 1989 mit seinen Eltern in Berlin. Ab 1998 spielte er bei der TuS Lichterfelde in der 2. Basketball-Bundesliga Nord. Im Jahre 2002 wechselte er zum Mitteldeutschen BC, in der Saison 2003/2004 wurde er zum BV Chemnitz 99 ausgeliehen.
Von 2004 bis 2010 war er als Spieler beim BBC Bayreuth tätig. Aufgrund seiner langen Verbundenheit mit dem Verein und seiner Beliebtheit bei den Fans wird seine Trikotnummer 13 seit seinem Abgang nicht mehr vergeben. 2010 gewann er mit dem BBC den Meistertitel in der 2. Bundesliga ProA.
Nach seinem Studium wechselte er zur BG Göttingen in die Basketball-Bundesliga, seine Einsatzzeiten waren aber eher gering.
2011 wechselte Christoph Tetzner zum Zweitligisten Crailsheim Merlins, berufsbedingt spielte er in der folgenden Saison 2012/2013 bei der 2. Mannschaft TSV Crailsheim II. Zur Saison 2013/2014 wechselte er wieder in die 1. Mannschaft und spielte in der ProA.
2015 zog er sich in die 2. Regionalliga zur BG Zehlendorf zurück, im Laufe der Saison 2016/17 wechselte er zur WSG Königs Wusterhausen in die 1. Regionalliga. Für die WSG spielte er bis 2019, beendete seine Leistungssportlaufbahn und wanderte nach Australien aus. Dort blieb er dem Basketballsport als Trainer bei den Southern Districts Spartans im Bundesstaat Queensland verbunden.

## Privates
Ab 2012 arbeitete Tetzner hauptberuflich bei einem Onlinehandel für Sportartikel.

## Erfolge
- Aufstieg mit TuS Lichterfelde Berlin in die Basketball-Bundesliga (2000)[6]
- Gewinn der ProA-Meisterschaft und Aufstieg in die Basketball-Bundesliga mit dem BBC Bayreuth (2010)
- Aufstieg mit Crailsheim Merlins in die Basketball-Bundesliga (2014)